# Pica d’Estats
Pica d’Estats (Spanisch und Katalanisch Pica d’Estats, Französisch Pique d’Estats oder Pic d’Estats) ist ein Berg in den Pyrenäen, an der Grenze zwischen Frankreich und Spanien und der höchste Berg Kataloniens. Gemeinsam mit dem benachbarten Pic de Montcalm ist er der östlichste Dreitausender der Pyrenäen.
Der Gipfel befindet sich in der katalanischen Comarca Pallars Sobirà und dem französischen Département Ariège. Der Gipfel besteht aus drei, sehr nahe beieinanderliegenden  Spitzen. Der mittlere Gipfel ist 3143 m hoch, der westliche Pic de Verdaguer 3131 m und der östliche Punta Gabarró ist 3115 m hoch. Der Bergrücken verläuft in nordwestlicher Richtung entlang der spanisch-französischen Grenze.
Die dokumentiert erste Besteigung gelang 1864 Henry Russell und Jean-Jacques Denjean.